# Wilhelm Kratz (Sammler)
Wilhelm Kratz (* 1873 in Frankfurt am Main; † 1945 ebenda) war ein Frankfurter Nadelfabrikant und Fayencensammler.

## Leben
Der gerade 30-jährige Wilhelm Kratz war seit 1903 als Partner im Familienunternehmen tätig. Die in der Burgstrasse im Frankfurter Nordend gelegene Fabrik produzierte medizinische Nadeln und er hatte erfolgreich verbesserte Produkte aus rostfreiem Stahl entwickelt und auf den Markt gebracht. Er begründete eine Fayencen-Sammlung in einer Zeit neuer Erkenntnisse der historischen Forschung. Er heiratete Johanna Waag und zog 1922 in das Stadthaus Steinlestr. 23. Das Paar hatte vier Kinder. 

## Fayencensammlung
Wilhelm Kratz trug im Laufe seines Lebens mit mehr als 800 Objekten eine ungewöhnlich umfangreiche Sammlung von Fayencen zusammen. 1925 präsentierte er diese Sammlung erstmals in der Öffentlichkeit. Für seine größer gewordene Familie kaufte er für den Sommeraufenthalt in den 1930er Jahren eine Villa in Kronberg im Taunus. Im Sommer 1945 verstarb Wilhelm Kratz und hinterließ eine akribische Zusammenstellung dieser Sammlung. Sie wurde 1954 von der Stadt Frankfurt für das Historische Museum Frankfurt erworben. Dort ist sie heute ausgestellt und bietet den Besuchern die Möglichkeit, die Entwicklungsstufen der vielfältigen Produktion am Porzellanhof gemeinsam mit den Bildwelten des frühen chinesischen Porzellans wieder lebendig werden zu lassen.